# VS-50

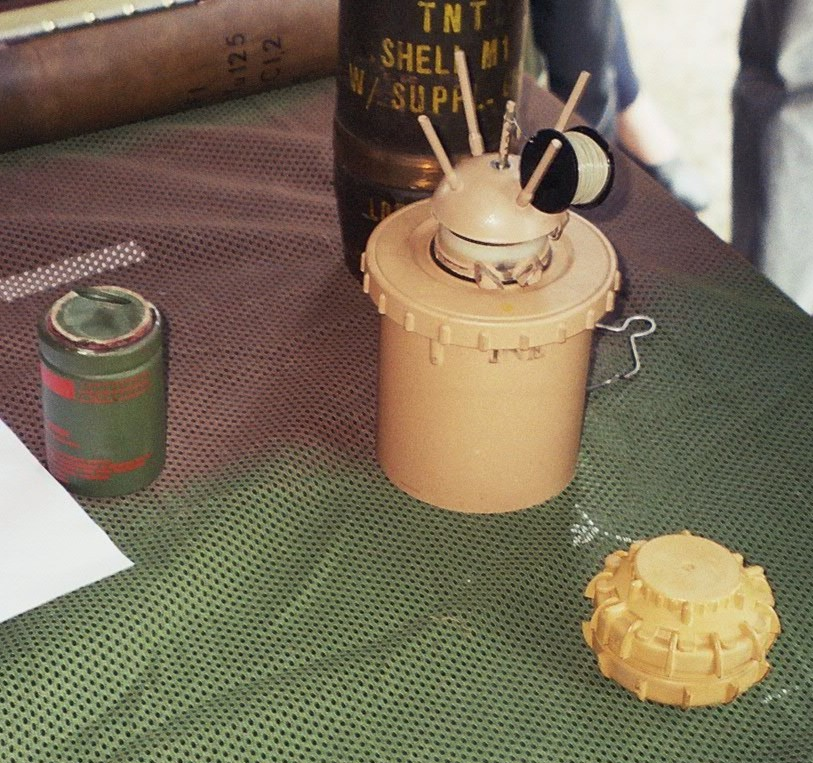
Tre mine anti-uomo, un VS-50 è sulla destra con un cappuccio protettivo che copre la lastra nera di pressione

La VS-50 è una mina antiuomo di fabbricazione italiana. La mina, di forma circolare, contenuta in involucro di plastica, era prodotta dalla Valsella Meccanotecnica.
Il disegno ricorda quello delle TS-50 e VS-MK2. La mina è resistente agli urti e può essere usata nella configurazione a minimo contenuto di metallo. La mina non contiene esplosivo sufficiente ad uccidere, ma con ogni probabilità dilanierà il piede della vittima.

## Descrizione
La mina è composta di tre sezioni; una, sul fondo, contenente la carica esplosiva, una seconda, contenente detonatore e sistema di sicurezza, ed una sezione superiore contenente un meccanismo di innesco a pressione in neoprene. Il meccanismo è occasionalmente rinforzato con un piatto d'acciaio da 18 grammi, che rende la mina rilevabile al cercametalli. L'involucro è a tenuta stagna fino ad 1 metro di profondità. Molte VS-50 furono costruite in configurazione a minimo contenuto di metallo e sono più difficili da localizzare. La mina può essere sganciata da elicotteri o da veicoli, o essere piazzata manualmente. Una variante, la VS-50AR, dotata di detonatore al mercurio, sensibile a manomissioni e manipolazioni, presenta aspetto simile alla mina VS-50, rendendo ancor più pericolose le operazioni di disinnesco. Di norma si preferisce far brillare la mina in sito.

## Funzionamento
Una forza di circa 100 N (cioè una massa di circa 10 kg) che comprima il piatto di pressione per un tempo minimo di 0,10 s comprime la molla di innesco e aziona il percussore. Una pressione sostenuta permette all'aria di uscire dalla membrana anti-shock, facendo raggiungere il detonatore al percussore; la mina, a questo punto, esploderà. Il sistema di ritardo di pressione impedisce la detonazione se la pressione non è prolungata, poiché l'aria non viene eliminata dalla membrana anti-shock. Questo permette alla mina di essere lanciata dagli elicotteri e aumenta la resistenza della mina a metodi di bonifica basati su esplosivi.

## Nazioni impieganti
La mina è usata in Afghanistan, Angola, Ecuador, Iraq, Kurdistan, Kuwait, Libano, Perù, Ruanda, Sri Lanka, Sahara Occidentale e Zimbabwe.

## Varianti
- VS-50 EO3 -  Versione con sistema antimanipolazione elettronico.
- SPM-1 - Copia prodotta a Singapore.
- YM-IB - Copia prodotta in Iran.